# Yōshoku

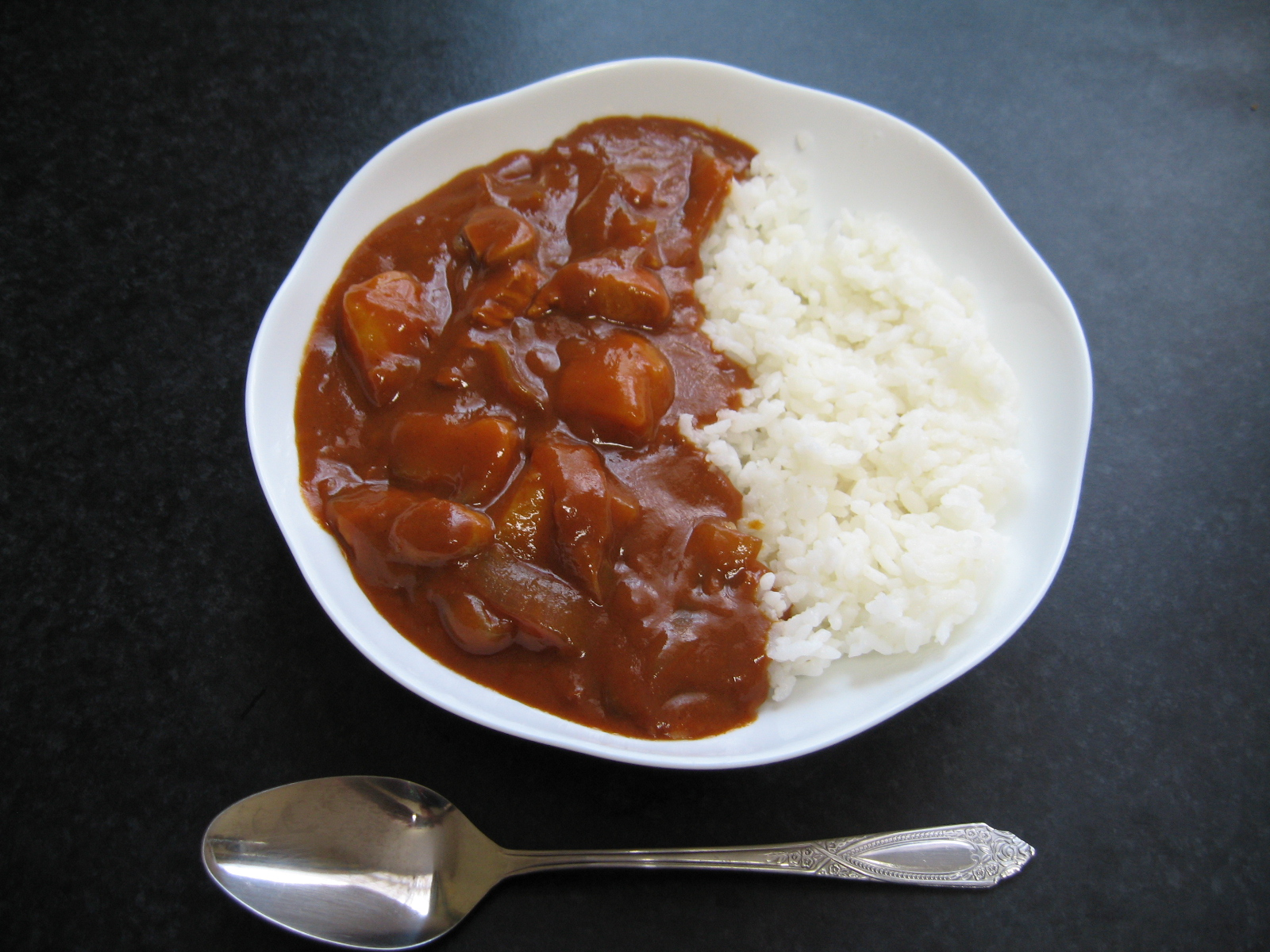
Cơm Hayashi

Trong ẩm thực Nhật Bản, yōshoku (洋食 (Dương thực) ẩm thực phương tây, (Dương là thuật ngữ cổ chỉ phương Tây)  đề cập đến một phong cách nấu ăn phương Tây chịu ảnh hưởng mà có nguồn gốc trong thời Minh Trị Duy Tân. Đây là những hình thức chủ yếu của Nhật Bản về các món ăn châu Âu, thường có tên phương Tây và thường được viết bằng chữ katakana.Nó là một ví dụ về ẩm thực kết hợp.

## Lịch sử
Khi bắt đầu Minh Trị Duy Tân (1868-1912), chính sách tỏa quốc đã bị loại bỏ và Hoàng đế Minh Trị tuyên bố rằng những ý tưởng phương Tây hữu ích cho sự tiến bộ trong tương lai của Nhật Bản. Là một phần của cải cách, Hoàng đế đã dở bỏ lệnh cấm thịt đỏ và quảng bá ẩm thực phương Tây, được coi là nguyên nhân người phương Tây có thể hình lớn hơn người Nhật. Do đó, Yōshoku dùng vào thịt như một thành phần chính, không giống như các món ăn đặc trưng của Nhật Bản thời bấy giờ. Ngoài ra, nhiều người Châu Âu sống ở Nhật Bản vào thời điểm đó đã từ chối ăn các món ăn truyền thống của Nhật Bản, vì vậy các đầu bếp tư nhân người Nhật của họ đã học cách nấu các món ăn theo phong cách phương Tây, thường là với một chút lấy cảm hứng từ Nhật Bản.
Lần đầu tiên thuật ngữ "yōshoku" được ghi lại là vào năm 1872. Trước đây, thuật ngữ này dành cho ẩm thực phương Tây, bất kể nước xuất xứ (trái ngược với tiếng Pháp, tiếng Anh, tiếng Ý, v.v.), nhưng mọi người đã nhận ra sự khác biệt giữa các món ăn châu Âu và yōshoku vào những năm 1980, nhờ sự mở cửa của nhiều nhà hàng  phục vụ thực phẩm châu Âu.
Năm 1872, nhà văn Nhật Bản Kanagaki Robun (名 垣 魯Mitch) đã phổ biến thuật ngữ liên quan seiyō ryōri trong cuốn Seiyō Ryōritsū (tức là "cẩm nang ẩm thực phương Tây"). Seiyou ryōri chủ yếu đề cập đến nấu ăn của Pháp và Ý trong khi Yōshoku là một thuật ngữ chung cho các món ăn Nhật Bản lấy cảm hứng từ các món ăn phương Tây khác biệt với truyền thống Washoku. Một sự khác biệt nữa là seiyou ryōri được ăn bằng dao và nĩa, trong khi Yōshoku được ăn bằng đũa và thìa.
Những món ăn đầu tiên có nguồn gốc châu Âu đáng chú ý là những món được nhập từ Bồ Đào Nha vào thế kỷ 16 như tempura (lấy cảm hứng các món ăn của người Bồ Đào Nha cư ngụ ở Nagasaki vào thế kỷ 16), không phải là một phần của yoshoku, chỉ đề cập đến thực phẩm thời Minh Trị. Tuy nhiên, một số nhà hàng yōshoku có phục vụ cả tempura.
Yōshoku khác  về cách Nhật Bản hóa: trong khi yōshoku có thể được ăn bằng thìa (như trong レ, karē, cà ri), kết hợp với bánh mì hoặc một đĩa cơm (được gọi là イ, raisu) và được viết bằng chữ katakana , một số đã được "Nhât Bản hóa" đến mức chúng thường được coi là món ăn bình thường của Nhật Bản (washoku): được phục vụ cùng với cơm và súp miso, và ăn bằng đũa.
Một ví dụ về thứ hai là katsu, được ăn bằng đũa và một bát cơm (飯, gohan), được phục vụ với các loại nước sốt truyền thống của Nhật Bản như ponzu hoặc daikon nghiền, thay vì nước sốt katsu. Loại katsu này thường được viết bằng chữ mềm (hiragana) là つ, như một từ tiếng Nhật Bản địa, thay vì ツ (từ カ ツ レ, katsuretsu, "cutlet").
Một thuật ngữ khác hiện đại hơn dành cho các món ăn phương Tây là mukokuseki (ẩm thực không có quốc tịch).

## Tổng quát
Jihei Ishii, tác giả của cuốn sách " Nấu ăn hoàn chỉnh"  năm 1898 (日本 料理 法), nói rằng: "Yōshoku là món ăn Nhật Bản."     
Yōshoku được tạo ra trong thời kỳ Meiji, nó có thể không có lịch sử lâu đời như Washoku (ẩm thực Nhật Bản), nhưng vẫn có những món ăn yōshoku  trở thành món ăn truyền thống Nhật Bản. Yōshoku được coi là một lĩnh vực của ẩm thực Nhật Bản,  điển hình như katsu, thịt bò bít tết, korokke, naporitan, cơm Hayashi và cơm cà ri (cà ri Nhật Bản). Nhiều trong số những món ăn này thậm chí được coi là Washoku.     
Yōshoku bắt đầu bằng cách thay đổi công thức nấu ăn phương Tây vì thiếu thông tin về ẩm thực của các quốc gia nước ngoài, hoặc thay đổi cho phù hợp với thị hiếu địa phương. Nhưng theo thời gian, yōshoku cũng sáng tạo ra các món ăn mà không dựa trên các món ăn Âu, chẳng hạn như cơm gà và "Omurice". Nước sốt xây dựng phần lớn đã được loại bỏ, thay thế bằng sốt cà chua, sốt demi-glace và sốt Worcester.     
Trong thời gian hiện đại hóa của Nhật Bản, yōshoku thường quá đắt đối với người dân bình thường. Nhưng sau Thế chiến II, các nguyên liệu cho yōshoku trở nên thông dụng hơn hơn và mức độ phổ biến của nó ngày càng tăng.     
```
yōshokuya
 
(
洋食屋
,
 
yōshokuya
?
)
  là một nhà hàng nơi phục vụ các món ăn của 
yōshoku
. Trong thời kỳ tăng trưởng kinh tế nhanh chóng của Nhật Bản, mọi người bắt đầu ăn 
yōshoku
 trong các nhà hàng bách hóa, nhưng bây giờ các nhà hàng gia đình như Denny's và Saizeriya được coi là cơ sở 
yōshoku
 thiết yếu.
[
3
]
 Ngoài ra, cũng có một số nhà hàng 
yōshoku
 cao cấp ở Nhật Bản, chẳng hạn như Shiseido Parlor ở Ginza và Taimeiken ở Nihonbashi (hai khu vực của 
Tokyo
).     
```

## Một số món ăn điển hình
- Bánh Castella [9]
- Cà ri [8][10]
- Hầm [11]
  - Cơm Hayashi
  - Súp kem
  - Nikujaga 肉 じ ゃ が [12]
- Korokke [13]

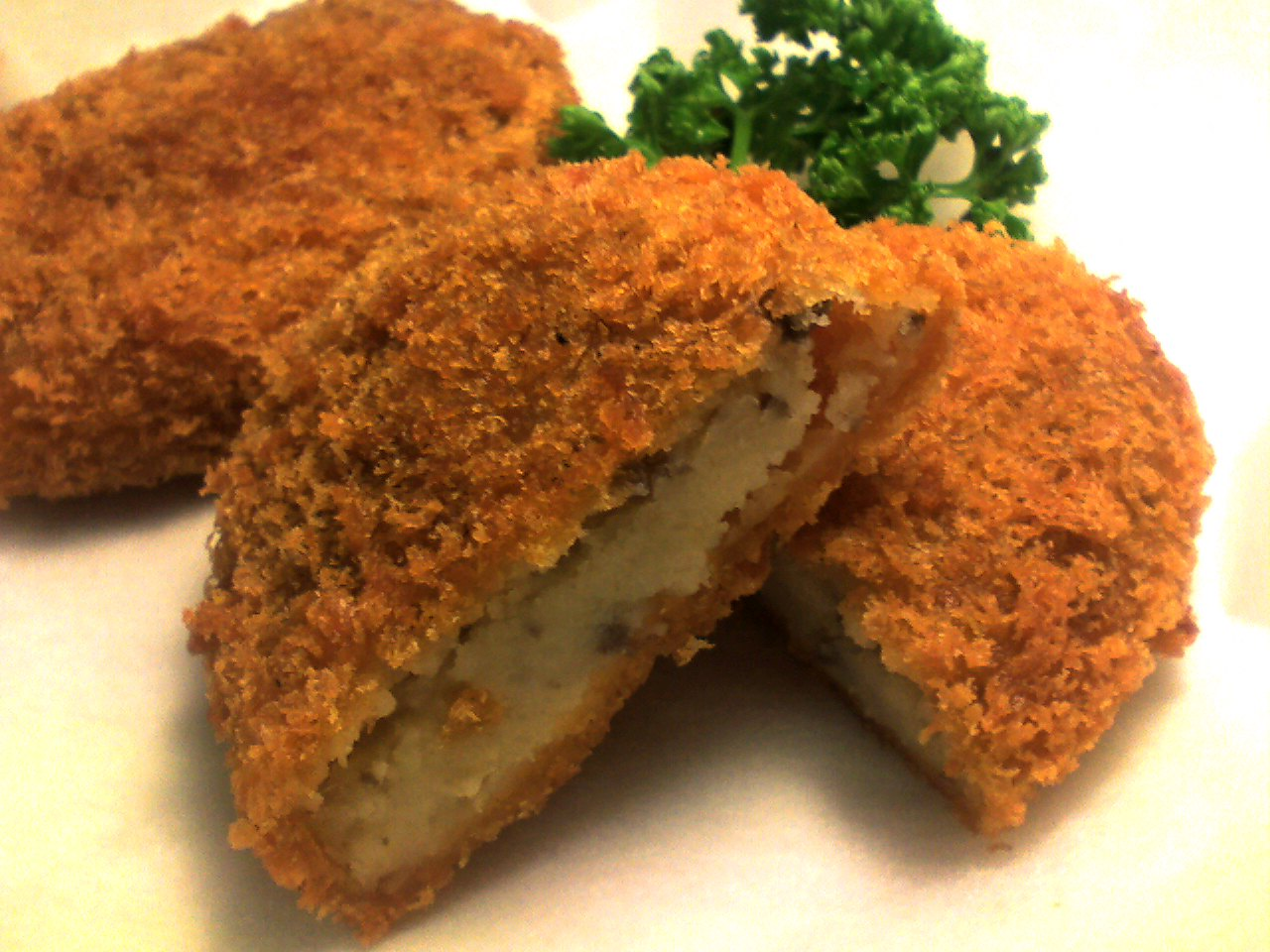
Korokke

- Chicken nanban (チキン南蛮 chikin nanban?): gà rán ướp với giấm và sốt tartare
- Piroshiki
- Chiên 
  - Deep-fried oysters (カキフライ kakifurai?)
  - Fried prawn (エビフライ ebifurai?)
- Bít tết bò (ビーフステーキ Bīfusutēki?): Bít tết với nước sốt kiểu Nhật
- Meuniere
- Mì Ý 
  - Naporitan Spaghetti tương cà với xúc xích và rau [14]
  - Spaghetti Tarako (たらこスパゲッティ tarako spaghetti?):  tarako (Cod roe)
  - Spaghetti nấm kiểu Nhật (和風きのこスパゲッティ Wafu kinoko spaghetti?): Nước tương của mì spaghetti nấm
  - Spaghetti Ankake (あんかけスパゲッティ Ankake spaghetti?): món ăn này chủ yếu được ăn ở Nagoya. Spaghetti với nước sốt dính cay.
  - Spaghetti Nattō (納豆スパゲティ Nattō spaghetti?)
  - Spaghetti rau rừng (山菜スパゲティ Sansai spaghetti?)
  - Spaghetti cá ngừ (ツナスパゲティ Tuna spaghetti?)
  - Spaghetti mizore (củ cải bào) (みぞれスパゲティ Mizore spaghetti?): mizore đến từ tên của tuyết ướt Nhật Bản
- Cốt lết
  - Tonkatsu
  - Gà rán (gà katsu)
  - Thịt bò cốt lết (thịt bò katsu)
  - Ham katsu
  - Menchi katsu
  - Cơm Thổ Nhĩ Kỳ (torukorice): Pilaf có hương vị cà ri, mì Ý và tonkatsu với sốt Demi-glace
- Omurice
- Bít tết [15]
  - Hamburg

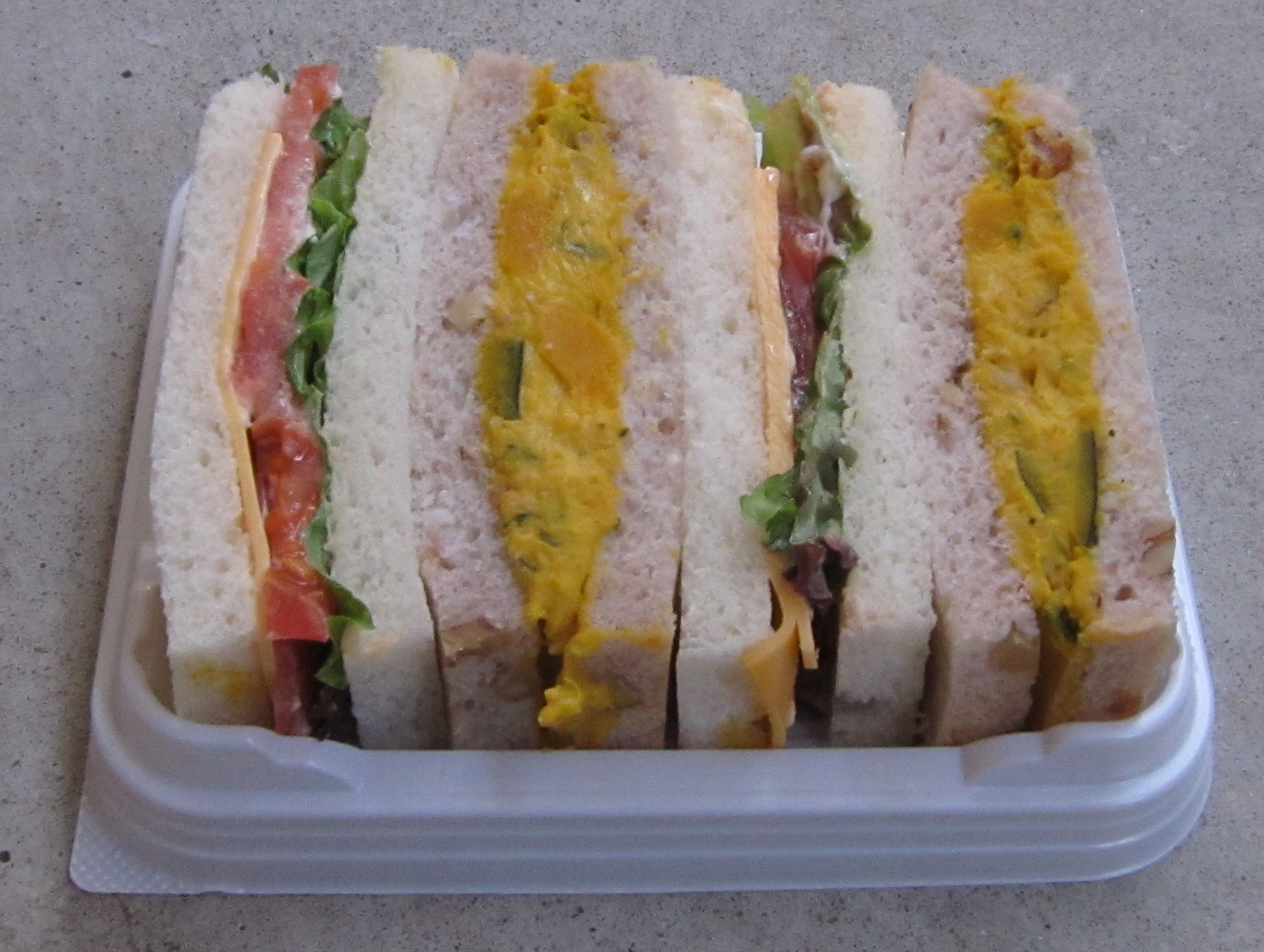
Bánh mì kẹp

- Mikkusu sando (ミ ッ ク サ ン ド) - các loại bánh sandwich, đặc biệt là salad trứng, giăm bông và cốt lết [16]
- Gratin [17]
- Doria (ドリア?): Pilaf nướng với sốt béchamel và phô mai
- Pilaf